# Jusen Andrújayev
Jusen Borezhevich Andrujáyev (en ruso: Хусен Борежевич Андрухаев, 2 de marzo de 1920 - 8 de noviembre de 1941), también Jusein (Хусейн), fue un poeta adigué y soviético, Héroe de la Unión Soviética.

## Biografía
Nació el 2 de marzo de 1920 en el seno de una familia campesina del aúl de Jakurinojabl (más tarde conocido como Shovgenovski), en el óblast de Kubán-Mar Negro, de familia campesina. En 1935 se matriculó en la Instituto Técnico Adigué de Pedagogía. Más tarde ese mismo año, participaría en una reunión de escritores jóvenes en Rostov del Don. Andrújayev acabó sus estudios en 1939 y comenzó a trabajar para un periódico local, "Adiguesia Socialista" (Социалистическая Адыгея, Sotsialístichenskaya Adigeya).
Entró en el Ejército Rojo en 1940. Tras pasar sus exámenes en la Escuela Político-Militar de Stalingrado, se gradúa como oficial en 1941 y es nombrado instructor político del 733 Regimiento de Fusileros de la 136 División de Fusileros del XVIII Ejército.
Muere el 8 de noviembre de 1941 en los combates defensivos ante las tropas alemanas en Ucrania. Al quedarse sin cartuchos se hizo explotar con granadas antitanque entre los soldados enemigos. Fue enterrado en una fosa común de la aldea de Diákove, en el óblast de Lugansk, en Ucrania.

## Obras
El primer poema de Andrújayev en idioma adigué, Shejuradzhe (Шехурадже), fue publicado en la prensa en 1934. Sus obras más conocidas son U portreta Mayakovskogo (У портрета Маяковского), Dve zhizni (Две жизни) y Dva aula (Два аула). En 1971 fue publicada en Maikop su colección Ya budu pet (Я буду петь) y en 1976, su colección en ruso y adigué Schitaite menia zhivym (Считайте меня живым), que recibió el premio literario del Komsomol del Kubán, N. Ostrovskogo.

## Condecoraciones
El 27 de marzo de 1942 recibió póstumamente el reconocimiento como Héroe de la Unión Soviética. También fue condecorado con la Orden de Lenin .